# Sargon av Akkad

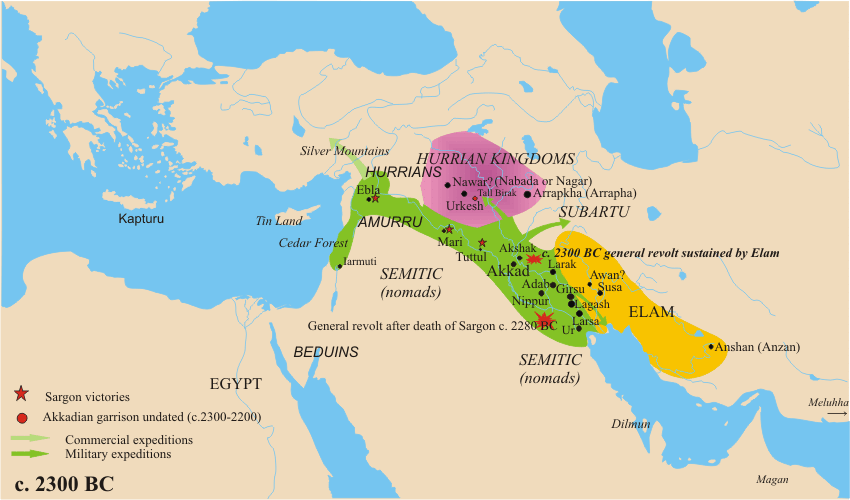
Sargons imperium.

Sargon av Akkad (även kallad Sargon den store) var kung över det mesopotamska Akkad ungefär 2334–2279 f.Kr., och anses ha skapat det första multietniska imperiet i historien, det Akkadiska imperiet.
Sargon började som munskänk åt kungen av Kish, som han senare kom att störta. Sargons trupper besegrade sumerernas kung Lugalzagesi. Det erövrade folket tilläts ha kvar sin tidigare religion, men Sargon lät guvernörer riva försvarsmurar och gjorde akkadiskan till gemensamt språk i hela Mesopotamien. Det enade riket möjliggjorde handel både inom och utom Mesopotamien. Pärlor och elfenben importerades från Indien, medan ull och olivolja exporterades.

## Imperium
Sargon sägs vara den förste som skapade ett imperium, det vill säga ett rike som innehöll flera olika nationaliteter och språkgrupper. Sargons imperium sträckte sig förmodligen från Persiska viken och bort till Medelhavet, inklusive delar av dagens Turkiet. Sargon utgjorde en förebild för många senare härskare i Mesopotamien. Hans imperium var början på en dynasti vars makt bestod ett århundrade, till och med sonsonen Naram-Sin.